# イシムチェ

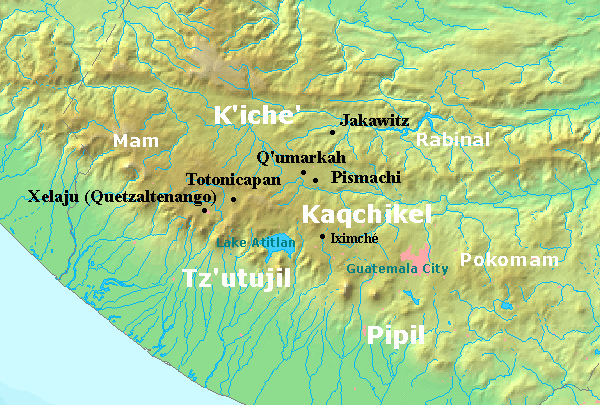
後古典期のグアテマラ高地

イシムチェ（Iximché）は、グアテマラのチマルテナンゴ県にある高地マヤの遺跡。1470年ごろにカクチケル王国の首都として建設されたが、半世紀後の1526年にスペイン人によって滅ぼされた。
イシムチェはスペイン人によるグアテマラの最初の首都だった。

## 遺跡

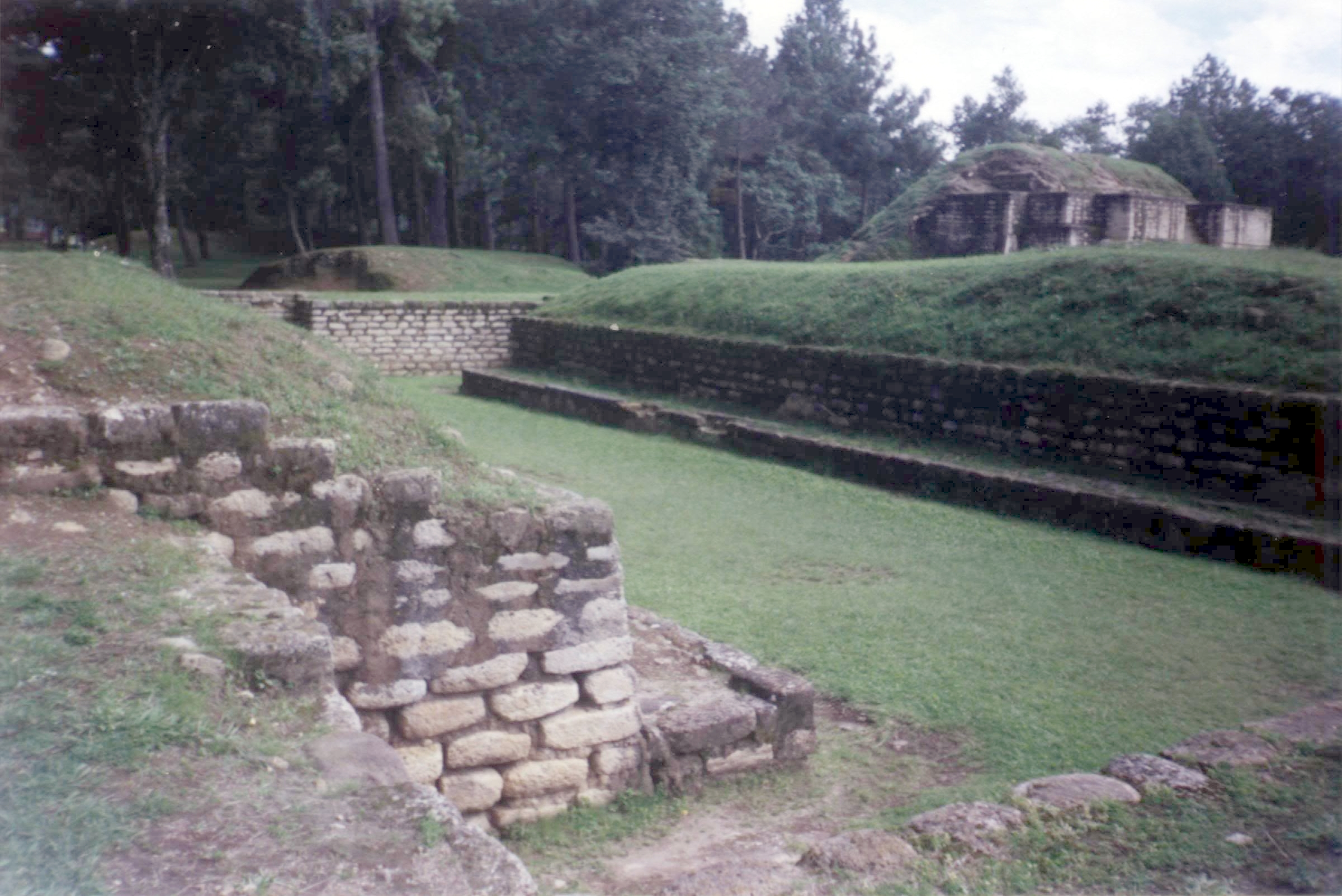
広場Aの南にある球戯場（建造物8）

イシムチェとはカクチケル語でラモンの木を意味する。スペインに同盟していたトラスカラ人はナワトル語でクァウテマラン(Quauhtemallan)と呼び、これが「グアテマラ」の語源であるという。
イシムチェはテクパンの2.5キロメートル南、標高2260メートルの山地に位置する。防御のために谷に囲まれた山に位置する点はウタトランと共通している。
面積は狭いが、5つの広場（入口に近い方からA B C D Eと呼ばれる。Eは未発掘）の周囲に160以上の建造物が建てられた。イシムチェの建造物は石で造られており、もとは漆喰を施して彩色されていた。壁画をもつ建造物もあったが、現在ではほとんど失われている。建造物には中央メキシコ的な特徴が見られる。
建造物には神殿ピラミッド、球戯場、宮殿などがあるが、建物の上部が残っていない。

## 歴史
『カクチケル年代記』によれば、イシムチェはキチェ王国から分裂したカクチケルによって、1470年代に建設された。
カクチケルはいくつかの戦いでキチェを破り、アカハル・チャホマ・ポコマムを植民地化した。
イシムチェのカクチケルはいくつかのリネージに分かれ、建物もリネージごとに分かれていた。権力から除外されたトゥクチェのリネージは1493年に反乱を起こしたが、失敗した。
1524年にペドロ・デ・アルバラードがイシムチェを訪れ、最初は歓迎を受けた。アルバラードは2000人のカクチケル兵士の助けを借りてキチェとツトゥヒルの王国を滅ぼし、イシムチェをグアテマラ最初の首都サンティアゴとした。しかし、アルバラードが課した重い貢納に対してカクチケルが反発したためにスペイン人はイシムチェを離れた。2年後の1526年にスペインはイシムチェを焼き払った。

## 調査
19世紀にジョン・ロイド・スティーヴンズやアルフレッド・モーズリーがイシムチェを訪れた。当時はカクチケル語で「都市」を意味するパティナミットの名で呼ばれていた。
1940年代にはロバート・ウォーチョープがイシムチェの土器を研究した。スイスのジョージ・ギユマンが1958年から1972年までイシムチェを発掘したが、最終報告書を完成する前に死亡した。